# Dimophora
Dimophora is een geslacht van insecten uit de orde vliesvleugeligen (Hymenoptera) en de familie Ichneumonidae.

## Soorten
- D. antiqua (Brues, 1910)
- D. capillata Dasch, 1979
- D. daschi Gauld, 2000
- D. evanialis (Gravenhorst, 1829)
- D. fumipennis (Theobald, 1937)
- D. ignota Dasch, 1979
- D. nitens (Gravenhorst, 1829)
- D. patula Dasch, 1979
- D. punctifera Dasch, 1979
- D. vesca Dasch, 1979